# Louis Vergé
Pas d'image ? Cliquez ici

a Compétitions nationales et continentales officielles uniquement.

b Matchs officiels uniquement.
Louis Vergé, né le 6 octobre 1938 à Carcassonne et mort le 20 septembre 2020 à Carcassonne, surnommé « Petit Louis », est un joueur international français de rugby à XIII.
Il réalise sa carrière en rugby à XIII à Carcassonne où il y décroche le titre du Championnat de France en 1966 et le titre de la Coupe de France en 1963.
En raison de ses performances en club, il connaît une dizaine de sélections en équipe de France en entre 1962 et 1964 dont deux victoires contre la Grande-Bretagne.

## Palmarès
- Collectif :
  - Vainqueur du Championnat de France : 1966 (Carcassonne).
  - Vainqueur de la Coupe de France : 1963 (Carcassonne)
  - Finaliste de la Coupe de France : 1965 (Carcassonne)